# Озерна (Ялуторовський район)
Озе́рна (рос. Озёрная) — присілок у складі Ялуторовського району Тюменської області, Росія.
Населення — 95 осіб (2010, 138 у 2002).
Національний склад станом на 2002 рік:
- татари — 91 %